# Hexadekán
A hexadekán vagy közismertebb nevén cetán, tizenhat szénatomos, nyílt láncú, telített, úgynevezett paraffin szénhidrogén, a kőolaj és az abból készült gázolaj termékek egyik komponense. A többi komponenshez képest nagyobb jelentőséggel bír, mert a gázolajok gyulladási hajlamának jellemzésére szolgáló cetánszám meghatározásának egyik referenciamolekulája.

## Előállítása és felhasználása
A gyakorlatban rendkívül ritkán állítják elő és használják a tiszta hexadekánt. Előállítása legkönnyebben a kőolaj atmoszferikus, illetve vákuumdesztillációja során keletkező gázolaj párlatokból további desztillációs, extrakciós és molekulaszitás eljárásokkal lehetséges. A nagy tisztaságú cetánt speciális gázolaj vizsgálatokhoz használják fel. 
A cetánt főként a kőolajfinomítás során kapott különböző szénhidrogén elegyekben, főként gázolaj termékek keverőkomponenseként használják fel.